# Uttenweiler
Uttenweiler – miejscowość i gmina w Niemczech, w kraju związkowym Badenia-Wirtembergia, w rejencji Tybinga, w regionie Donau-Iller, w powiecie Biberach, wchodzi w skład wspólnoty administracyjnej Riedlingen. Leży w Górnej Szwabii, ok. 15 km na zachód od Biberach an der Riß, przy drodze krajowej B312.

## Historia
Badania archeologiczne wskazują, że tereny te były zamieszkane już w epoce kamienia. Przyjmuje się, że miejscowość powstała w VII lub VIII wieku, wg. legendy nazwa pochodzi od imienia bł. Uty, która miała tu umrzeć w roku 722. Pierwsza wzmianka o wsi pochodzi z dokumentów klasztoru St. Blasien z 1173 roku. W 1382 rodzina von Lochenów sprzedała wieś braciom Burkhardowi i Bertholdowi von Steinom. W 1449 Berthold założył klasztor augustianów, a w 1593 Jakob von Stein wzniósł tu zamek. Uttenweiler zostało znacznie zniszczone podczas wojny trzydziestoletniej, w 1693 cesarz Leopold I nadał wieś Jakobowi, Grafowi von Hamilton, już dwa lata później przeszła ona w ręce Konstantina von Ulma-Erbacha, a w 1702 przejęli ją zakonnicy z Marchtal. W 1803 miejscowość znalazła się w rękach rodziny Thurn und Taxis, w 1806 włączono ją w granice Królestwa Wirtembergii. Po II wojnie światowej znacznie wzrosła liczba ludności wsi, do 1973 gmina należała do powiatu Saulgau, następnie włączono ją do powiatu Biberach.

## Zabytki
- Barokowy kościół śś. Szymona i Judy Tadeusza.

## Podział administracyjny
W skład gminy wchodzi 10 innych miejscowości:
- Aderzhofen,
- Ahlen,
- Dentingen,
- Dieterskirch,
- Dietershausen,
- Dobel,
- Minderreuti,
- Oberwachingen,
- Offingen,
- Sauggart[3].

## Współpraca
Miejscowości partnerskie:
- Oetwil am See, Szwajcaria
- Penig, Saksonia